# 佐藤崇弘
佐藤 崇弘（さとう たかひろ、昭和55年（1980年）4月22日 - ）は、日本の実業家。
株式会社LITALICOの創業者で、現在も大株主である。2022年4月に東京都港区に開校するCapital Tokyo International Schoolの創立者および理事長である。

## 人物
福島県福島市出身。実家は不動産業を経営。福島県立福島高等学校卒業。医学部受験に二度失敗し、県立宮城大学事業構想学部に進み、起業家志望に転じる。在学中、親から借りた100万円を元手に2000年の9月からデイトレードを始め、1年弱で100万円を倍にする。
障害のある叔父に聞いた話をヒントとして、2002年の4月に知的障害者施設「ふれあい福祉会」を設立。さらに5カ所の高齢者用グループホームを立ち上げ、2億円ほどの年商を挙げるようになる。大学4年の1月から長野県の任期付きの幹部職員となり、社会部コモンズ福祉課の福祉幹として、障害者の遠隔地アウトソーシング就労事業を始める。2005年9月に長野県職員を辞任、その後、学生時代の後輩とともに株式会社ウイングルを設立。

## 略歴
学生時代
- 知的障害者施設「ふれあい福祉会」設立 代表に就任
- NPO法人 総合研究所 設立 理事長に就任
- 宮城県に提案し採用された福祉施設の第三者評価事業を実施
- 有限会社 ライフサポート 設立　有限会社 宮城福祉総合研究所 設立(認知症対応型高齢者グループホーム）いずれも代表取締役に就任

大学卒業後
- 2004年9月　　長野県コモンズ福祉課福祉幹（課長級）に就任（史上最年少）
- 2005年4月　　長野県社会参事（部長級）兼コモンズ福祉課長（史上最年少）
- 2005年9月　　長野県社会参事兼コモンズ福祉課長 辞任
- 2005年12月　　株式会社イデアルキャリア（現 株式会社LITALICO）設立　代表取締役に就任
- 2009年7月　　仙台市長選挙に出馬し、落選。得票数は6人中5位の32281票だった。（当選は奥山恵美子）
- 2009年8月　　株式会社ウイングル（イデアルキャリアから2006年に社名変更）代表取締役 退任　 非常勤取締役に就任
- 2022年4月　　東京都港区南麻布にCapital Tokyo International School(略称：CTIS)を開校